# Tremor de Abajo
Tremor de Abajo es una localidad del municipio leonés de Torre del Bierzo, en la Comunidad Autónoma de Castilla y León. 
La iglesia está dedicada a santa Eulalia.

## Localidades limítrofes
Confina con las siguientes localidades:
- Al norte con Almagarinos.
- Al este con Brañuelas.
- Al sur con La Silva.
- Al suroeste con Cerezal de Tremor.
- Al oeste con Folgoso de la Ribera.
- Al noroeste con Boeza.

## Demografía
Evolución de la población
| Gráfica de evolución demográfica de Tremor de Abajo entre 2000 y 2017 |
|                                                                       |
| Población de derecho (2000-2017) según el padrón municipal del INE    |

## Historia
Así se describe a Tremor de Abajo en el tomo XV del Diccionario geográfico-estadístico-histórico de España y sus posesiones de Ultramar, obra impulsada por Pascual Madoz a mediados del siglo XIX:

Lugar en la provincia de León, partido judicial de Ponferrada, diócesis de Astorga, audiencia territorial y capitanía general de Valladolid, ayuntamiento de Folgoso. Situado a las márgenes del río Cúa en un ameno valle; su clima es frío, pero sano. Tiene 30 casas inclusas las del barrio de Cerezal; iglesia parroquial (Santa Eulalia) servida por un cura de ingreso que proveían antes los religiosos tercerones del convento de Cerezal, y buenas aguas potables. Confina con Almagarinos y Rodrigatos, hallándose al E las montañas que dividen la Cepeda y al O las del antiguo territorio del Bierzo. El terreno es de mediana calidad y montuoso en su mayor parte, fertilizándole algún tanto las aguas del Cúa. Los caminos son locales; recibe la correspondencia de Ponferrada. Producciones: granos, legumbres, lino, patatas y pastos; cría ganados y alguna caza. Población: 30 vecinos, 124 almas. Contribución: con el ayuntamiento.
Diccionario geográfico-estadístico-histórico de España y sus posesiones de Ultramar